# Коэн, Авишай (футболист)
Авиша́й Ко́эн (ивр. אבישי כהן‎; род. 19 июня 1995, Иерусалим) — израильский футболист, защитник клуба «Маккаби» (Тель-Авив) и сборной Израиля.

## Клубная карьера
Начал карьеру в иерусалимском «Бейтаре» в сезоне 2013/14. Дебют Коэна в чемпионате Израиля состоялся 21 апреля 2014 года в матче против «Хапоэля» из Хайфы (0:1). В 2017 и 2018 годах играл на правах аренды за «Бейтар Тель-Авив Бат-Ям» и «Хапоэль Катамон» во втором по силе израильском дивизионе.
В январе 2019 года подписал контракт с клубом «Бней Иегуда», где на протяжении трёх с половиной сезонов был игроком основного состава.
Летом 2022 года вернулся в «Бейтар» вместе с которым стал обладателем Кубка Израиля.
С сентября 2023 года — игрок тель-авивского «Маккаби». В сезоне 2023/24 в составе «Маккаби» впервые в карьере стал чемпионом Израиля и дошёл до 1/8 финала Лиги конференций УЕФА. Дебют Коэна в рамках групповой стадии Лиги чемпионов состоялся в сезоне 2024/25.

## Карьера в сборной
За юношескую сборную Израиля до 19 лет провёл один матч против Лихтенштейна (9:0) в рамках квалификации на чемпионат Европы в 2013 году, где отметился двумя забитыми голами.
Дебют в составе национальной сборной Израиля состоялся 21 ноября 2023 года в матче отбора на чемпионат Европы против Андорры (2:0).

## Достижения
«Маккаби» (Тель-Авив)
- Чемпион Израиля: 2023/24

«Бейтар»
- Победитель Кубка Израиля: 2022/23